# 大政治家 (電視劇)
是一部美國喜劇類型的網路劇集，由萊恩·墨菲、布萊德·佛查克和伊恩·布魯南開創。2018年2月，Netflix直接預訂兩季。第一季於2019年9月27日在線上串流媒體平台Netflix首播。第二季於2020年6月19日播放。

## 概要
加利福尼亞州聖巴巴拉的富家子弟佩頓·霍巴特懷有政治抱負，自幼時起就希望能夠成為美國總統，不過他首先需要應對高中時代嚴峻陰險的政治鬥爭。

## 演員與角色

### 主演
- 本·普拉特 飾 佩頓·霍巴特（Payton Hobart）

- 葛妮絲·派特洛 飾 喬治娜·霍巴特（Georgina Hobart）

- 柔伊·德區 飾 茵菲妮蒂·傑克森（Infinity Jackson）

- 露西·波頓 飾 阿斯特麗德·斯隆（Astrid Sloan）

- 西奧·傑曼（英语：Theo Germaine） 飾 詹姆斯（James）

- 朱莉婭·施拉普（英语：Julia Schlaepfer） 飾 愛麗絲（Alice）

- 勞拉·德萊弗斯（英语：Laura Dreyfuss） 飾 麥克菲（McAfee）

- 鮑勃·巴拉班

- 大衛·科倫斯韋 飾 瑞佛·巴克利（River Barkley）

- 蕾恩·瓊斯（英语：Rahne Jones） 飾 斯凱（Skye）

- 班傑明·巴雷特（Benjamin Barrett） 飾 利卡多（Ricardo）

- 潔西卡·蘭芝 飾 達斯蒂·傑克森（Dusty Jackson）

- 貝蒂·蜜勒 飾 赫達薩·高德（Hadassah Gold）

- 朱迪思·萊特（英语：Judith Light） 飾 迪迪·斯坦德什（Dede Standish）

### 其他
- 迪倫·麥狄蒙

- 詹紐瑞·瓊斯

- 特里·伊森（Trey Eason）

- 特雷弗·伊森（Trevor Eason）

## 劇集
| 季數 | 集数 | 集数 | 首播日期      | 首播日期      |
| ---- | ---- | ---- | ------------- | ------------- |
| 1    | 8    | 8    | 2019年9月27日 | 2019年9月27日 |
| 2    | 7    | 7    | 2020年6月19日 | 2020年6月19日 |

### 第一季（2019年）
| 總集數 | 集數 | 標題 | 譯名                  | 導演                 | 編劇                                  | 上線日期      | 製作代碼 |
| ------ | ---- | ---- | --------------------- | -------------------- | ------------------------------------- | ------------- | -------- |
| 1      | 1    |      | 試播集                | 萊恩·墨菲            | 萊恩·墨菲＆布萊德·佛查克＆伊恩·布魯南 | 2019年9月27日 | 1BAC01   |
| 2      | 2    |      | 哈林頓抽屜櫃          | 布萊德·佛查克        | 萊恩·墨菲＆布萊德·佛查克＆伊恩·布魯南 | 2019年9月27日 | 1BAC02   |
| 3      | 3    |      | 十月驚奇              | 珍妮特·莫克          | 萊恩·墨菲＆布萊德·佛查克＆伊恩·布魯南 | 2019年9月27日 | 1BAC03   |
| 4      | 4    |      | 消失的女孩            | 海倫·亨特            | 萊恩·墨菲＆布萊德·佛查克＆伊恩·布魯南 | 2019年9月27日 | 1BAC04   |
| 5      | 5    |      | 選民                  | 伊恩·布魯南          | 萊恩·墨菲＆布萊德·佛查克＆伊恩·布魯南 | 2019年9月27日 | 1BAC05   |
| 6      | 6    |      | 佩頓·霍巴特遇刺（上） | 格溫妮絲·霍爾德-佩頓 | 伊恩·布魯南                           | 2019年9月27日 | 1BAC06   |
| 7      | 7    |      | 佩頓·霍巴特遇刺（下） | 格溫妮絲·霍爾德-佩頓 | 伊恩·布魯南＆布萊德·佛查克            | 2019年9月27日 | 1BAC07   |
| 8      | 8    |      | 維也納                | 布萊德·佛查克        | 布萊德·佛查克                         | 2019年9月27日 | 1BAC08   |

### 第二季（2020年）
| 總集數 | 集數 | 標題 | 譯名             | 導演                 | 編劇                                  | 上線日期      | 製作代碼 |
| ------ | ---- | ---- | ---------------- | -------------------- | ------------------------------------- | ------------- | -------- |
| 9      | 1    |      | 進軍紐約州       | 布萊德·佛查克        | 萊恩·墨菲＆布萊德·佛查克＆伊恩·布魯南 | 2020年6月19日 | 2BAC01   |
| 10     | 2    |      | 有意識的分道揚鑣 | 格溫妮絲·霍爾德-佩頓 | 布萊德·佛查克＆伊恩·布魯南            | 2020年6月19日 | 2BAC02   |
| 11     | 3    |      | 封殺文化         | 大衛·彼得拉卡        | 萊恩·墨菲＆布萊德·佛查克＆伊恩·布魯南 | 2020年6月19日 | 2BAC03   |
| 12     | 4    |      | 孤注一擲         | 塔姆拉·戴維斯        | 布萊德·佛查克＆伊恩·布魯南            | 2020年6月19日 | 2BAC04   |
| 13     | 5    |      | 選民             | 伊恩·布魯南          | 伊恩·布魯南                           | 2020年6月19日 | 2BAC05   |
| 14     | 6    |      | 箱裡裝了什麼？   | 蒂娜·瑪布里          | 布萊德·佛查克＆伊恩·布魯南            | 2020年6月19日 | 2BAC06   |
| 15     | 7    |      | 選舉日           | 格溫妮絲·霍爾德-佩頓 | 伊恩·布魯南＆布萊德·佛查克            | 2020年6月19日 | 2BAC07   |

## 製作

### 開發
2018年2月5日，Netflix宣佈直接預訂《大政治家》兩季。劇集由萊恩·墨菲、布萊德·佛查克和伊恩·布魯南開創，本·普拉特領銜主演，四人同時擔當執行製片人。製作公司包括福斯電視公司和萊恩·墨菲的影視製作公司。

### 選角
隨著劇集宣佈確定將開發製作，本·普拉特確認領銜出演，芭芭拉·史翠珊和葛妮絲·派特洛出演主要角色。2018年7月16日，柔伊·德區、露西·波頓、勞拉·德萊弗斯和拉恩·瓊斯確認出演主要角色。10月11日，報導稱迪倫·麥狄蒙參演劇集。11月4日，在《紐約客》的一篇採訪中，芭芭拉·史翠珊表示因忙於新的錄音室專輯而退出劇組，潔西卡·蘭芝代替她出演相應角色（第一季）。12月3日，迪倫·麥狄蒙在天狼星XM的廣播採訪中表示詹紐瑞·瓊斯在劇組飾演他的妻子。2019年3月，報導稱貝蒂·蜜勒和茱迪絲·萊特將客串出演第一季，而其後兩人於第二季出演主要角色。

## 宣傳與發行
劇集第一季計劃於2019年9月27日在線上串流媒體平台Netflix首播。2019年8月19日，Netflix釋出正式預告片。

## 迴響

### 評價
在爛番茄上，《大政治家》獲得了63%的新鮮度，6.83/10分（16位劇評人）。《大政治家》在Metacritic網站上獲得了中等評分，68/100分（11位劇評人）。

## 資料來源
1. 1 2 3  Andreeva, Nellie. . Deadline.com. 2018-02-05  [2018-03-24]. （原始内容存档于2018-02-05） （美国英语）.
2. ↑  Goldberg, Lesley. . 好莱坞报道. 2018-02-05  [2018-03-24]. （原始内容存档于2018-02-06） （美国英语）.
3. ↑  . 综艺. 2018-02-05  [2018-03-24]. （原始内容存档于2018-03-29） （美国英语）.
4. ↑  McPhee, Ryan. . Playbill. 2018-02-05  [2018-03-24]. （原始内容存档于2018-03-25） （美国英语）.
5. ↑  Stack, Tim. . 娱乐周刊. 2018-02-05  [2018-03-24]. （原始内容存档于2018-03-23） （美国英语）.
6. ↑  Ausiello, Michael. . TVLine. 2018-02-05  [2018-03-24]. （原始内容存档于2018-03-25） （美国英语）.
7. ↑  Goldberg, Lesley. . 好莱坞报道. 2018-07-16  [2018-07-16]. （原始内容存档于2018-07-16） （美国英语）.
8. ↑  Nakamura, Reid; Maas, Jennifer. . TheWrap. 2018-10-11  [2018-10-12]. （原始内容存档于2018-10-12） （美国英语）.
9. ↑  Syme, Rachel. . 纽约客. 2018-11-04  [2018-11-17]. （原始内容存档于2018-11-17） （美国英语）.
10. ↑  Petski, Denise. . Deadline.com. 2018-12-04  [2018-12-04]. （原始内容存档于2018-12-04） （美国英语）.
11. ↑  Bentley, Jean. . 好莱坞报道. 2019-03-23  [2019-03-24]. （原始内容存档于2019-03-24） （美国英语）.
12. ↑  . 推特. 2019-03-22  [2019-03-22]. （原始内容存档于2019-03-31） （美国英语）.
13. ↑  . TVLine. 2019-08-19  [2019-09-18]. （原始内容存档于2019-09-15） （美国英语）.
14. ↑  . 爛番茄.   [2019-09-24]. （原始内容存档于2019-09-27） （美国英语）.
15. ↑  . Metacritic.   [2019-09-24]. （原始内容存档于2019-10-04） （美国英语）.

## 外部連結
- 在Netflix上觀看《大政治家》
- 互联网电影数据库（IMDb）上《大政治家》的资料（英文）
- 爛番茄上《大政治家》的資料（英文）
- 豆瓣电影上《大政治家》的資料 （简体中文）
- 大政治家的Instagram帳戶